# Amfíkleia
Amfíkleia (Amfikleia, Amphicleia, Amfiklia) är en ort i Grekland.   Den ligger i prefekturen Fthiotis och regionen Grekiska fastlandet, i den centrala delen av landet, 120 km nordväst om huvudstaden Aten. Amfíkleia ligger 413 meter över havet och antalet invånare är 3 012.
Terrängen runt Amfíkleia är kuperad norrut, men söderut är den bergig. Runt Amfíkleia är det ganska glesbefolkat, med 30 invånare per kvadratkilometer. Amfíkleia är det största samhället i trakten. Trakten runt Amfíkleia består i huvudsak av gräsmarker.